# جيري ديفور
جيري ديفور (بالإنجليزية: Jerry DeVore)‏ هو معلم موسيقى أمريكي، ولد في 26 نوفمبر 1973 في بيوريا في الولايات المتحدة.